# Opoj
Opoj (ungarisch Apaj) ist eine Gemeinde im Westen der Slowakei mit 1344 Einwohnern (Stand 31. Dezember 2024). Sie gehört zum Okres Trnava, einem Teil des Trnavský kraj.

## Geographie
Die Gemeinde befindet sich am Ostrand des Hügelland Trnavská pahorkatina zwischen den Flüssen Dolný Dudváh östlich und Trnávka westlich des Ortes. Das Ortszentrum liegt auf einer Höhe von 132 m n.m. und ist jeweils zehn Kilometer von Sereď und Trnava entfernt.
Nachbargemeinden sind Vlčkovce im Norden und Osten, Majcichov im Südwesten und Zeleneč im Nordwesten.

## Geschichte

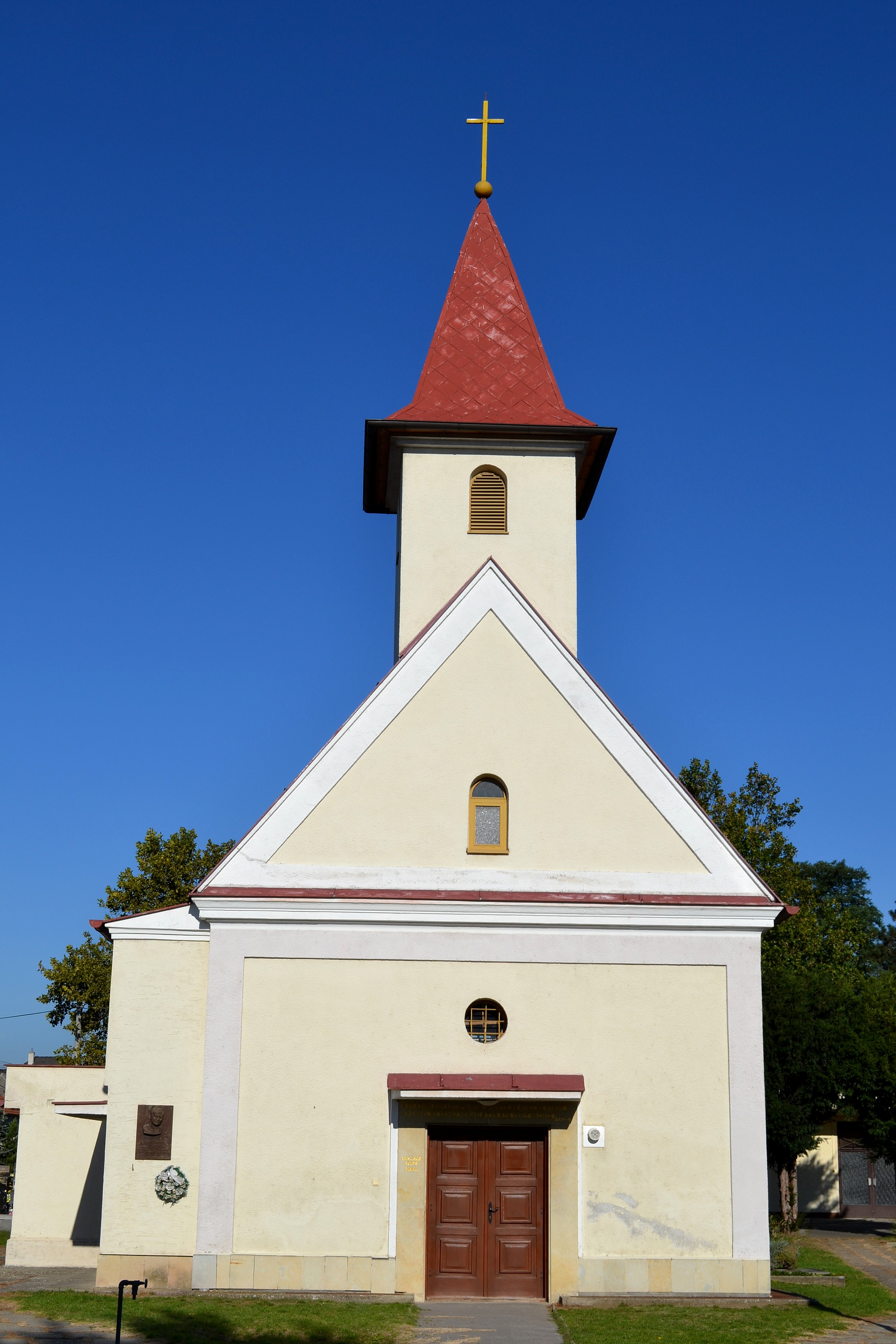
Kirche der Dreifaltigkeit

Opoj wurde zum ersten Mal 1266 als Opoy schriftlich erwähnt. Es gehörte anfangs zum Herrschaftsgut der Pressburger Burg und wurde später von verschiedenen Angehörigen des niederen Adels beherrscht. 1828 zählte man 91 Häuser und 665 Einwohner, die traditionell von der Landwirtschaft lebten.
Bis 1918 gehörte der im Komitat Pressburg liegende Ort zum Königreich Ungarn und kam danach zur Tschechoslowakei beziehungsweise heute Slowakei.
Von 1975 bis 1990 war Opoj zusammen mit Vlčkovce und Križovany nad Dudváhom Teil der Gemeinde Dudváh.

## Bevölkerung
| Jahr                | 1994 | 2004    | 2014     | 2024     |
| ------------------- | ---- | ------- | -------- | -------- |
| Anzahl der Personen | 788  | 801     | 1028     | 1344     |
| Unterschied         |      | +1,64 % | +28,33 % | +30,73 % |

| Jahr                | 2023 | 2024    |
| ------------------- | ---- | ------- |
| Anzahl der Personen | 1335 | 1344    |
| Unterschied         |      | +0,67 % |

Nach der Volkszählung 2011 wohnten in Opoj 947 Einwohner, davon 897 Slowaken und jeweils ein Magyare, Mährer, Pole, Russine und Ukrainer; ein Einwohner gab eine andere Ethnie an. 44 Einwohner machten diesbezüglich keine Angabe. 785 Einwohner bekannten sich zur römisch-katholischen Kirche, vier Einwohner zu den Siebenten-Tags-Adventisten, drei Einwohner zur orthodoxen Kirche und jeweils ein Einwohner zu den Mormonen, zu den Zeugen Jehovas, zur evangelischen Kirche A. B., zur reformierten Kirche sowie zur tschechoslowakisch-hussitischen Kirche; zwei Einwohner bekannten sich zu einer anderen Konfession. 50 Einwohner waren konfessionslos und bei 98 Einwohnern wurde die Konfession nicht ermittelt.

## Bauwerke
- römisch-katholische Kirche im Barockstil aus dem Jahr 1775
- Glockenturm aus dem 19. Jahrhundert